# Националболшевизъм
Националболшевизмът е лява националистическа идеология, която съчетава елементи от фашизма (главно в икономически аспект, националболшевизмът не е расистка идейна структура за разлика от националсоциализма) и болшевизма. Идеологията се бори за социалистическа икономика и националистическа политическа система. Националболшевизмът започва да съществува като идеология в резултат на идеите на Ернст Никиш и други дейци. Най-активна националболшевишка организация в света е руската политическа партия Друга Русия, създадена от Едуард Лимонов, в резултат на забраната на Националболшевишката партия. Националболшевизмът се смята за екстремистка идеология.